# والتشينسي (بحيرة)
والتشينسي (بالألمانية: Walchensee) هي واحدة من أعمق وأكبر بحيرات جبال الألب في ألمانيا، ويبلغ أقصى عمق لها 192.3 مترًا (631 قدمًا) ومساحتها 16.4 كيلومترًا مربعًا (6.3 ميل مربع).

## الصيد
البحيرة مملوكة من قبل ولاية بافاريا وتديرها Genossenschaft oberbayerischer Berufsfischer & Teichwirte. وتتوفر تصاريح الصيد.